# Marce Lacouture
Pour les articles homonymes, voir Lacouture.
Marce Lacouture est une chanteuse américaine cajun et francophone de folk, de rock et de musique cadienne vivant en Louisiane.

## Biographie
Marce Lacouture a grandi au Texas à la fin des années 1950 et au cours des années 1960. Elle  vit actuellement à Breaux Bridge en Louisiane.
En 1970, elle commence à chanter professionnellement à Austin sur de la musique folk et rock.
En 1984, elle a formé un duo avec le chanteur et compositeur Butch Hancock. Ensemble, ils ont enregistré deux albums en collaboration, "Yella Rose" et "La cause des Cactus" (The Cause of the Cactus).
Dans les années 1980, Marce s'installe en Louisiane afin de se réapproprier son héritage cajun. Sa recherche l'a mené à un apprentissage de plusieurs années sur l'histoire de la chanson cadienne et les ballades traditionnelles de la Louisiane française, avec l'aide de deux chanteuses louisianaises, spécialistes de la musique cadienne et de la musique zydeco, Lula Landry et Inez Catalon. Elle apprend à mieux connaître et interpréter les chansons des veillées, les ballades, les chansons à boire, les ritournelles, les comptines enfantines, les rondes (chantés autour des danses), les berceuses, les histoires, les contes folkloriques et l'histoire des colons Français de la Louisiane française et de la Nouvelle-France. Les contes et histoires sont racontés en anglais et en français, par contre les chansons sont chantés dans le français cadien de la Louisiane.
Marce Lacouture fait revivre les anciennes ballades et les musiques traditionnelles de la Louisiane. Elle interprète et donne des représentations éducatives dans les écoles louisianaises, notamment dans la région de l'Acadiana ainsi que dans les universités de Louisiane auprès des étudiants et des  enseignants. Elle utilise régulièrement un triangle pour interpréter les ritournelles.
Elle a enregistré son premier solo, "La Joie Cadienne" (Cajun Joy), comme un hommage affectueux à ses mentors et à ses origines franco-louisianaise. La Joie Cadienne reflète la vitalité de la musique francophone du sud-ouest de la Louisiane.
En 2009 Marce Lacouture a interprété plusieurs chansons avec le groupe musical cajun, le "Nouveau String Band", lors de concerts, notamment à Lafayette.
Marce Lacouture anime une émission radiophonique intitulée "Lacouture Lagniappe", toutes les semaines, sur la radio bilingue sud-louisianaise KRVS, émise depuis la ville de Lafayette.

## Exemple de paroles
Extrait du premier couplet de la chanson "L'Oranger".
Là-bas ouais chez mon père il y a t'un oranger, on voit là 

Là-bas ouais chez mon père il y a t'un oranger, on voit là 

J'ai monté de branche en branche 

Pour choisir les plus belles, on voit là 

J'ai monté de branche en branche 

Pour choisir les plus belles, on voit là
Refrain
Nous irons et nous boirons 

Et nous tarirons les verres et nous les remplirons 

Nous irons et nous boirons 

Et nous tarirons les verres et nous les remplirons

## Discographie
- 1985 : Butch Hancock & MarceLacouture, Yella Rose, Rainlight Records
- 1986 : Butch Hancock & Marce Lacouture, Cause of the Cactus, Rainlight Records
- 2000 : Rue La-La, Sky on Blue, Riverwheel Records
- 2004 : Marce Lacouture, La Joie Cadienne, Cut Up Records